# UNISON SQUARE GARDEN TOUR 2024「20th BEST MACHINE」at Utsunomiya city Cultural Hall 2024.10.01
「UNISON SQUARE GARDEN TOUR 2024「20th BEST MACHINE」at Utsunomiya city Cultural Hall 2024.10.01」（ユニゾン スクエア ガーデン ツアー 2024 トゥエンティース ベスト マシーン アット ウツノミヤシティカルチュラルホール 2024.10.01）は、日本のロックバンドUNISON SQUARE GARDENの15枚目の映像作品。2025年7月2日にトイズファクトリーより発売。

## 概要
2024年に全13本開催された20周年記念オールタイムベストツアーである "UNISON SQUARE GARDEN TOUR 2024「20th BEST MACHINE」"から宇都宮市文化会館で行なわれた公演の模様が収録。
LIVE CDには、2024年12月25日にインテックス大阪にて行なわれた20周年のフィナーレを飾るライブ「UNISON SQUARE GARDEN 20th Anniversary LIVE FINALE "fun time tribute" supported by FM802 35th "Be FUNKY!!"」からUNISON SQUARE GARDENのライブ音源が付属。
また同年3月26日にリリースされた前作のライブ映像作品である『UNISON SQUARE GARDEN 20th Anniversary LIVE "ROCK BAND is fun" 2024.07.24 / "オーケストラを観にいこう" 2024.07.25 at Nippon Budokan』との連動特典が発表。"TOUR 2024「20th BEST MACHINE」"で各地を走っていたツアートラックを再現したUSG 20th BEST MACHINE ツアーミニトラックが抽選で200名、USG 20th BEST MACHINE ツアートラックペーパークラフトが応募者全員にプレゼントされる。6月13日にサンプルが公開された。
本作および『UNISON SQUARE GARDEN 20th Anniversary LIVE "ROCK BAND is fun" 2024.07.24 / "オーケストラを観にいこう" 2024.07.25 at Nippon Budokan』のリリースを記念して6月28日より渋谷 hmv museum5にて、『UNISON SQUARE GARDEN museum ～20年目のプロローグ～』を開催。本企画展では、バンド結成20周年当日に日本武道館にて開催されたライブ「20th Anniversary LIVE "ROCK BAND is fun"」を中心に日本武道館公演3daysやオールタイムベストツアー"TOUR 2024「20th BEST MACHINE」"など、UNISON SQUARE GARDENの20周年を振り返ることができる。「Scene1. 楽屋コーナー」、「Scene2. 20th ANNIVERSARY LIVE PHOTOS」、「Scene3. ライブ映像上映」、「Scene4. 制作資料展示 －Behind the Budokan－」、「Scene5. フォトスポット」、「Scene6. 『USG 20th BEST MACHINE ツアーミニトラックペーパークラフト』サンプル展示」、「Scene7. 切り絵アーティスト写真原画」で構成される。入場者には、入場記念品として音楽プレイヤー風ミニカードが配布される。前期、後期でデザインが異なる。会場では本展の開催を記念したオリジナル・グッズの販売も行われる。
6月20日 - トレイラー映像が公開された。
6月27日 - 「MR. アンディ」のライブ映像が公開された。

## 収録内容

### DVD / Blu-ray
UNISON SQUARE GARDEN TOUR 2024「20th BEST MACHINE」at Utsunomiya city Cultural Hall 2024.10.01
1. センチメンタルピリオド
2. Invisible Sensation
3. カオスが極まる
4. オリオンをなぞる
5. 流星のスコール
6. リニアブルーを聴きながら
7. 10% roll, 10% romance
8. kaleido proud fiesta
9. 春が来てぼくら
10. Numbness like a ginger
11. Nihil Pip Viper
12. いけないfool logic
13. Phantom Joke
14. アナザーワールドエンド
15. session -best machine-
16. 桜のあと (all quartets lead to the?)
17. MR.アンディ
18. fake town baby
19. 徹頭徹尾夜な夜なドライブ
20. シュガーソングとビターステップ
21. crazy birthday
22. スペースシャトル・ララバイ
23. Catch up, latency

### LIVE CD
UNISON SQUARE GARDEN 20th Anniversary LIVE FINALE "fun time tribute" supported by FM802 35th "Be FUNKY!!" at INTEX Osaka 2024.12.25
1. プログラムcontinued (15th style)
2. 傍若のカリスマ
3. 恋する惑星
4. ワールドワイド・スーパーガール
5. シュガーソングとビターステップ
6. マイノリティ・リポート (darling, I love you)
7. 世界はファンシー
8. 徹頭徹尾夜な夜なドライブ
9. センチメンタルピリオド
10. さわれない歌
11. シャンデリア・ワルツ
12. フルカラープログラム